# دراگان سویتکوویچ
دراگان سویتکوویچ (سیریلیک صربی: Драган Цветковић؛ زادهٔ ۱۹ سپتامبر ۱۹۶۱) بازیکن فوتبال اهل فرانسه است.
از باشگاه‌هایی که در آن بازی کرده‌است می‌توان به باشگاه فوتبال لانس و باشگاه فوتبال باستیا اشاره کرد.